# تل قلعه باجگاه
تل قلعه باجگاه مربوط به سده‌های متاخر دوران‌های تاریخی پس از اسلام است و در شهرستان شیراز، بخش زرقان، دهستان زرقان، پالایشگاه شیراز، منطقه باجگاه، نرسیده به پل هوایی باجگاه، سمت راست واقع شده و این اثر در تاریخ ۳۰ بهمن ۱۳۸۶ با شمارهٔ ثبت ۲۰۸۳۸ به‌عنوان یکی از آثار ملی ایران به ثبت رسیده است.